# Styphnolobium burseroides
Styphnolobium burseroides là một loài thực vật có hoa trong họ Đậu. Loài này được M. Sousa, Rudd & Medrano miêu tả khoa học đầu tiên năm 1993.